# 戚宦之爭
戚宦之爭是指東漢中后期持續約百年的外戚與宦官之間的爭鬥，在東漢後期釀成黨錮之禍，最後於漢末結束。東漢在戚宦敗亡之後進入權臣專政、群雄割據的時代。

## 起因
歷史學者認為戚宦之爭的起因有以下幾種：
(一) 西漢皇后呂雉，在漢高祖及惠帝死後造成呂氏專政的局面。另外，由于同姓宗室贵族拥有皇位继承权而不被皇帝信任，皇帝因而重用外戚。漢武帝時設大司馬大將軍一職，規定必須由外戚擔任，加重了外戚的權勢。最終西漢亦因外戚王莽篡位而滅亡。
在西漢，權勢高的外戚有：
1. 漢高祖及惠帝時期的呂氏；
2. 武帝及昭帝時的霍氏；
3. 宣帝時的史氏及許氏；
4. 元帝、成帝、哀帝、平帝時的王氏、傅氏、丁氏。

(二) 東漢的漢光武帝削弱三公之政軍權力：漢光武帝因懼丞相權力過大會篡位，是以削弱三公之權力，結果使得常擔任內朝官職的外戚或宦官沒有了三公的制衡。
(三) 漢章帝死後，漢和帝繼位時由於年少而不能理政，由養母竇太后臨朝稱制，並讓兄長竇憲參預朝事，爾後竇憲因平定北匈奴有功升任大將軍，自此專擅朝政。漢和帝成年後為了重掌朝政，重用宦官鄭眾，設局成功翦除竇憲。漢和帝為獎勵鄭眾的首功，破例讓鄭眾成為首位封侯的宦官。
(四) 東漢歷朝的后妃，為了能受到皇帝的青睞而專寵於宮中，常倚重宦官幫助得以穩固宮中地位；而當繼位的皇子年少時，后妃就能以太后的身份臨朝稱制掌握國政，並且重用父親或兄弟親屬擔任朝中重要職位；而當繼位的皇帝成年後，為了制衡中朝的權力平衡，亦仰賴宦官幫助以利穩固皇權。
(五) 地方豪強士族為了晉陞政治地位，攏絡結交受皇帝寵信的宦官或外戚近臣，藉由鬥垮立場敵對或妨害地位提升的政敵，確保自身家族或個人政治權利穩固，外戚及宦官也為了確保權利穩固，拉攏有利於己的豪強士族，打擊消滅對自身權利構成威脅的潛在政敵。

## 歷史
漢代皇帝重用妻族外戚的習慣自西漢延續至東漢。自章帝開始，皇帝大多英年早逝甚至早夭，而和帝以至後來所有君主皆年幼繼位，於是先帝的皇后憑藉太后的身份临朝称制，掌控朝政；太后為鞏固權位而提拔其親戚，導致外戚掌政。皇帝成長後，太后交回政權，親政的皇帝不滿外戚專政，遂與宦官合謀對付外戚，宦官由此逐漸得勢。
到東漢後期，外戚與宦官為持續掌權，甚至不擇手段廢立皇帝（如質帝為梁太后與外戚梁冀所立，但又被梁冀毒殺）；戚宦之後又再擁立年幼的皇帝繼位，藉輔政相互爭奪權利，形成惡性循環。
戚宦之爭一直延續至東漢末年，直至少帝劉辯時外戚何進被宦官所殺，招致袁紹、袁術等人率軍誅滅宦官，何苗及何太后亦先後被殺，從而結束了最後一場戚宦爭權，之後朝政大權在權臣董卓死後輾轉落入曹操之手。曹操翦除與獻帝有姻親關係的外戚董承和伏完後，藉著將三名女兒嫁給漢獻帝為妻方式專擅朝政，徹底杜絕新興戚宦爭權，直到曹丕代漢建魏。

### 東漢中後期戚宦列表
下列皇帝即位及退位年齡依據史籍記載，可能與實際在位時間出現偏差。
| 皇帝   | 即位年齡       | 繼位方式         | 外戚主要人物                                                                | 主要干政宦官                                                                      | 在位時間  | 退位年齡及原因         | 備註 |
| ------ | -------------- | ---------------- | --------------------------------------------------------------------------- | --------------------------------------------------------------------------------- | --------- | ---------------------- | --- |
| 和帝   | 10歲           | 太子繼位         | 【前期】竇氏（章帝妻族）：竇太后、窦宪 【後期】邓氏（和帝妻族）：邓绥、邓骘 | 鄭眾、蔡倫                                                                        | 17年310天 | 27歲（病死）           | 竇太后崩，和帝誅殺竇氏一族後開始重用宦官，為戚宦之爭開端。 鄭眾亦開宦官专权及收養子的先例。 |
| 殇帝   | 100多天        | 外戚（太后）擁立 | 邓氏：邓绥（邓太后）、邓骘                                                  | 鄭眾、蔡倫                                                                        | 220天     | 2歲（病死）            | 中國歷史上即位年紀最小和壽命最短的皇帝。 |
| 安帝   | 13歲           | 外戚擁立         | 【前期】邓氏 【後期】阎氏（安帝妻族）：阎姬、阎显                           | 【前期】鄭眾、蔡倫 【後期】樊豐、江京、李閏等                                     | 18年221天 | 32歲（病死）           | 殇帝崩，邓太后立安帝，司空周章謀立平原王劉勝，誅鄧騭兄弟，廢太后，事洩自殺。 邓太后崩，安帝聯合宦官與重臣誅灭邓氏一族，蔡倫自殺。 安帝乳母王聖與樊豐、江京誣陷太子劉保（顺帝），太子被廢為济阴王。 安帝出遊時駕崩，閻姬、閻顯兄弟和江京、樊豐等秘不發喪，後立刘懿为帝（前少帝）。   |
| 前少帝 | 不詳（7—14歲） | 外戚與宦官擁立   | 阎氏：阎姬（阎太后）、阎显                                                  | 江京、劉安、陳達等                                                                | 206天     | 不詳（7—14歲）（病死） | 阎显扶立幼帝後專擅，殺樊豐。 劉懿逝世，阎显、太后與江京秘不發喪，孫程等十九位宦官发动政变，殺江京、劉安、陳達等，迎劉保登基。 |
| 顺帝   | 11歲           | 宦官擁立         | 【後期】梁氏（顺帝妻族）：梁妠、梁商、梁冀                                  | 【前期】孙程等十九人（十九侯） 【後期】高梵、张防、曹腾等                         | 18年285天 | 30歲（病死）           | 顺帝登基並诛灭阎氏一族，幽禁阎太后後掌控實權，平衡宦官、外戚及朝臣勢力。 |
| 冲帝   | 2歲            | 太子繼位         | 梁氏：梁妠（梁太后）、梁冀                                                  | 曹腾                                                                              | 148天     | 3歲（病死）            | 九江发生暴乱。 |
| 质帝   | 8岁            | 外戚擁立         | 梁氏：梁妠（梁太后）、梁冀                                                  | 曹腾                                                                              | 1年142天  | 9岁（被梁冀毒杀）      | 梁冀弒君後，在曹腾建議下迎立妹夫劉志為帝（桓帝）。 |
| 桓帝   | 15歲           | 外戚與宦官擁立   | 【前期】梁氏 【後期】竇氏（桓帝妻族）：窦妙、竇武                           | 单超等五人（五侯）、侯览、赵津等                                                  | 21年177天 | 36歲（病死）           | 梁太后去世，桓帝聯合单超等盡誅梁冀夫婦家族，另殺其同黨數十人，免職三百多人。 第一次黨錮之禍。 桓帝無子駕崩，竇妙與竇武議立劉宏為帝（灵帝）。 |
| 灵帝   | 12歲           | 外戚擁立         | 【前期】竇氏：窦妙（窦太后）、竇武 【後期】董氏（灵帝母族）：董太后、董重   | 【前期】王甫、曹節、袁赦等 【後期】吕强、蹇硕及十常侍（張讓、趙忠、段珪等十二人） | 21年88天  | 34歲（病死）           | 第二次黨錮之禍，窦武自殺，窦太后被软禁至死。 竇太后死後，董太后開始干政，命靈帝賣官求貨，自納金錢，又屢勸靈帝立劉協為太子，與劉辯（后少帝）生母何皇后交惡。 黃巾之亂起，灵帝納呂強建議大赥黨人；不久呂強遭趙忠等人誣陷，自殺。 靈帝駕崩後，上军校尉蹇碩欲殺何進再立劉協為帝，失敗。 |
| 后少帝 | 14歲           | 外戚擁立         | 何氏（灵帝妻族、後少帝母族）：何皇后（何太后）、何进                        | 蹇硕及十常侍                                                                      | 136天     | 14歲（被董卓廢黜）     | 何太后臨朝，禁絕董太后干政。 蹇硕聯繫赵忠等人欲殺何進兄弟，事洩，何進殺蹇硕並迫董重自殺，董太后暴崩。 十常侍殺死何進後，袁紹、袁術等盡誅宦官，張讓、段珪自殺，何進弟何苗亦被殺。 董卓率兵入洛陽，廢少帝，殺何太后，立獻帝劉協，盡攬朝政。                                             |

## 影響

### 影響朝政
先帝皇后在成為太后臨朝聽政後，每每提拔並包庇外戚；而皇帝成長後為奪權而重用宦官。兩派均各自結黨營私，互相爭鬥以鞏固權位，導致朝局日益腐敗。此外，皇帝亦同時扶植皇后（或生母）的外戚鞏固皇位，甚至與太后的外戚爭權；宦官內部又分成各派，並各自聯合皇帝、外戚與朝臣等不同力量，使政治鬥爭充斥朝堂，無法遏止。而不同勢力在失敗後亦往往被血腥清算，死者甚眾。

### 引發黨錮之禍
由於東漢早期提倡“清議”，使一批太學生與外戚批評宦官干政，宦官因此加以反擊。而皇帝則因忌憚外戚勢力而偏信宦官，結果在桓帝和靈帝兩朝均發生了黨錮之禍，清正的官員或被捕殺，或被禁錮（終身罷黜）。宦官因而更加得勢，為所欲為，士大夫、豪強離心。直至黃巾之亂爆發後群雄並起，朝政由權臣掌控後，東漢的政局已無法挽回。

### 間接激起民變
戚宦專權導致東漢中後期政治黑暗，官吏貪殘，橫徵暴斂，敲詐勒索。經濟上隨着豪強地主勢力不斷壯大，土地兼併盛行，使大批農民失掉土地，或流離失所，人民負擔沉重，苦難日深，社會生產遭到嚴重破壞。到黨錮之禍後，朝政由宦官把持，加上有為的正直官員或被殺或被禁止出仕，地方人士日漸離心，導致中央朝廷無法及時穩定地方危機，最終激發大規模的黃巾之亂。亂事平定後，朝堂由權臣把持並架空皇帝，地方州牧則割據一方，不服朝廷號令，東漢王朝至此名存實亡。